# Darkest Dungeon
Darkest Dungeon es un videojuego de rol desarrollado por Red Hook Studios y publicado por Merge Games. El juego se lanzó por primera vez para Microsoft Windows y OS X en enero de 2016, que siguió a un período de desarrollo de acceso temprano de un año. Más tarde ese año, se lanzó para PlayStation 4, PlayStation Vita y Linux, con puertos para iOS lanzados en 2017, y Nintendo Switch y Xbox One para 2018.
Darkest Dungeon hace que el jugador administre una lista de héroes para explorar mazmorras debajo de una mansión gótica que el jugador ha heredado. Jugado en una mezcla de tiempo real el movimiento y basado en turnos de combate, una característica central de Darkest Dungeon es el nivel de estrés de cada héroe, que se acumula gradualmente con el combate y la exploración; un personaje que mantiene un nivel de alto estrés puede afligirse, lo que afecta significativamente el desempeño del héroe, o en caso contrario, puede volverse virtuoso mejorando sus capacidades de combate. El juego recibió críticas positivas de los críticos, obtuvo varias nominaciones a los premios y vendió más de dos millones de copias. Se anunció una secuela en febrero de 2019.

## Trama
Al comienzo de Darkest Dungeon , el jugador descubre que ha heredado una herencia de un pariente que, mientras busca fama y fortuna al excavar las mazmorras y las catacumbas debajo de su mansión , ha desenterrado portales a dimensiones oscuras y ha liberado una serie de horribles y malvadas criaturas en el mundo. Como el propietario actual de la finca y las tierras circundantes, el jugador debe reclutar una lista de aventureros y montar expediciones para limpiar la finca de sus viles habitantes.
A medida que el jugador se aventura en la mansión, las mazmorras debajo de ella y las tierras circundantes, encuentran las memorias del ancestro que cuentan las terribles acciones que había realizado en busca del conocimiento y el poder. Finalmente, el jugador puede enviar una expedición al Darkest Dungeon ("El calabozo más oscuro" en inglés) titular, la fuente de la corrupción de la tierra, tomando medidas para revelar su forma definitiva. Dentro de la cámara más profunda, el jugador se encuentra con el espíritu incorpóreo de su antepasado, que ahora permanece como "un Avatar del Caos Rastrero". Después de derrotar la aparición del ancestro, los aventureros de la expedición luchan contra el Corazón de la Oscuridad, revelado como el progenitor de toda la vida en el planeta. El grupo logra derrotar su forma física a un gran costo, pero el espíritu del ancestro revela al jugador que esto solo ha retrasado su inevitable despertar y, por extensión, el fin del mundo . El ancestro explica que esto es simplemente parte de un ciclo interminable en el linaje del jugador y que el jugador eventualmente encontrará el mismo destino que él y sus descendientes en adelante. El ancestro acentúa este ciclo repitiendo sus primeras palabras desde el comienzo del juego: "La ruina ha llegado a nuestra familia".

## Jugabilidad
Darkest Dungeon es un juego de rol en el que el jugador maneja una lista de héroes y aventureros para explorar estas mazmorras y luchar contra las criaturas que se encuentran dentro. Antes de ingresar a una mazmorra, el jugador puede usar las instalaciones en una ciudad cercana a la mansión para despedir o reclutar más héroes, enviar héroes para realizar diversas actividades que los curarán , adquirirán nuevas habilidades de combate o de campamento, reducirán su estrés o eliminarán cualquier aflicción. que incurrieron mientras estaban en un calabozo, y comprar y vender equipos y suministros para equipar a sus héroes, usando dinero y botín ganado durante las mazmorras. Muchas de estas instalaciones también se pueden mejorar para agregar más beneficios u opciones al jugador. El jugador puede reclutar hasta 28 (o 30 en la dificultad más fácil) héroes en su lista una vez que la diligencia se haya actualizado por completo; cada héroe pertenece a una de las quince clases de personajes y tiene sus propias estadísticas y habilidades que se pueden mejorar con el tiempo. Si un héroe muere mientras explora una mazmorra, ese héroe se pierde para siempre, Aunque puede aparecer un Evento Aleatorio que te permita revivir a uno de 3 posibles héroes que hayan muerto con anterioridad.
Una vez que el jugador ha completado los preparativos, seleccionan a cuatro de sus héroes para ir a explorar una mazmorra. El acceso a la mayoría de las mazmorras requiere completar varias mazmorras anteriores y recolectar tipos específicos de botín, con mazmorras posteriores que son más difíciles que las anteriores. Las mazmorras se generan de manera procesal de manera roguelike y se presentan como una serie de habitaciones interconectadas con pasillos entre cada una. Las partes se mueven entre las habitaciones en una vista de desplazamiento lateral en tiempo real , con el potencial de descubrir objetos interesantes para buscar o combatir al azar.encuentros durante este tiempo. Cuando el grupo llega a una habitación, pueden verse obligados a combatir, pero una vez despejada, la sala sigue siendo una zona segura que permite al jugador curarse de las heridas. Cuando se produce el combate, se desarrolla por turnos, y cada personaje tiene su propio orden basado en una iniciativa que cambia cada turno . Los héroes pueden usar ataques, magia , habilidades especiales u objetos durante su turno para derrotar a la otra parte. El orden en que la parte se mueve a través de los pasillos y las habitaciones es fundamental, ya que afecta a quién puede interactuar con varios elementos y las acciones disponibles que un personaje puede hacer mientras está en combate; por ejemplo, un espadachín en la parte de atrás del grupo no puede atacar fácilmente, mientras que los personajes de ataque de rango como arqueros y magos sí. Las posiciones de los héroes se pueden cambiar, pero esto puede consumir tiempo o un turno de combate. Mientras que cada mazmorra tiene un objetivo final , el jugador puede optar por dejar la mazmorra en cualquier momento, conservando todo el botín recogido, pero renunciar a la recompensa más grande para la limpieza de la mazmorra y se incrementa masivamente el estrés de cada héroe dentro del partido.
Un elemento central de Darkest Dungeon es su sistema Affliction, un concepto del nivel de estrés o resolución de un héroe. Aunque un héroe tendrá poco estrés cuando lo contraten, empeorará debido a una serie de factores que se encuentran en una mazmorra, como aventurarse sin comida o fuentes de luz, ver la muerte o herir a un miembro del grupo en la batalla, o por tizones lanzados sobre ellos por los enemigos. Si el alto estrés del héroe no se controla, pueden desarrollar aflicciones que interfieren en el comportamiento del personaje, como estar asustado y no poder luchar directamente. Con menos frecuencia, un personaje estresado puede desarrollar virtudes que mejoran sus atributos., como volverse más valiente en la batalla. Algunas aflicciones, si no se controlan, pueden convertirse en peculiaridades permanentes que permanecen en el personaje. Se pueden eliminar otras aflicciones en la aldea y realizar actividades especiales, como beber en un bar o arrepentirse en una iglesia, que ocupan el tiempo del personaje, evitando que formen parte de una incursión en la mazmorra. Permitir que un héroe alcance un nivel de estrés extremadamente alto puede causarle un ataque cardíaco , llevándolo al borde de la muerte si no se atiende de inmediato. El estrés puede reducirse en una mazmorra a través del campamento que se ofrece en lugares específicos u otros elementos de restauración, así como cuando regresa a la ciudad cercana. Mientras acampan, los personajes tendrán otro conjunto de habilidades disponibles eso puede usarse para ayudar a aliviar el estrés y ayudar a otros miembros del grupo.
Hay otros dos modos de juego además del modo Darkest, que es el modo "Normal" para Darkest Dungeon. El primero es el modo Radiante, diseñado para reducir el tiempo necesario para completar la campaña sin comprometer la dificultad central del juego. En el modo radiante, las limitaciones de nivel son menos estrictas, el jugador puede reclutar héroes más fuertes y héroe XPLa ganancia es acelerada. El segundo modo es el modo Stygian, que es un modo mucho más difícil y desafiante. El modo Estigio no solo tiene enemigos con mayor salud y daño y un aumento en el agotamiento de la luz, sino también una condición de falla. Si el jugador no completa el juego dentro de las 86 semanas del juego o si mata a 12 o más héroes, se despertará la 'Cosa' que hará que se termine el juego y se elimine el archivo guardado. También tenga en cuenta que los modos Radiant y Darkest le dan al jugador la opción de desactivar las funciones de juego que aumentan la dificultad del juego, mientras que el jugador no puede activarlas en el modo Stygian.

### Contenido descargable
El contenido descargable (DLC) de "The Crimson Court" se lanzó el 19 de junio de 2017 para PC y el 22 de agosto de 2017 para PlayStation 4, presentando un entorno Courtyard, una nueva clase jugable, una facción con nuevos enemigos, cinco nuevos jefes encuentros, así como nuevas baratijas y edificios mejorados de Hamlet. También es de destacar que un héroe puede convertirse en vampiro a través de la Maldición Carmesí, un nuevo efecto de estado introducido en el DLC.
El próximo DLC, "The Color of Madness", se lanzó el 19 de junio de 2018. Narrativamente, tiene un accidente de meteorito cerca de la aldea que hace que algunos de los aldeanos se conviertan en criaturas parecidas a zombis . Esto lleva a nuevas mazmorras, monstruos y otros aspectos del juego. Esto también agrega un nuevo modo, un modo de horda, donde el grupo del jugador debe sobrevivir tantos encuentros como sea posible contra estas nuevas criaturas.
El lanzamiento de un nuevo paquete DLC, "The Butcher's Circus", está programado para mayo de 2020. La expansión agrega una nueva área e incluye un modo jugador contra jugador que permite a los jugadores reunir un equipo de cuatro aventureros para desafiar a otro jugador en una arena. tipo de juego de combate.

## Desarrollo
El director Chris Bourassa y el diseñador principal Tyler Sigman se habían hecho amigos mientras trabajaban en Backbone Entertainment , y habían hablado sobre la idea de construir un juego juntos, pero sus compromisos con otros estudios los dejaron incapaces de hacerlo. Durante 2012 y principios de 2013, habían generado una serie de ideas para desarrollar juegos potenciales. En abril de 2013, descubrieron que tenían tiempo para trabajar en este proyecto y decidieron que era un momento de "ahora o nunca", formando Red Hook Studios, con sede en Columbia Británica , para desarrollar el juego. Para 2015, su equipo incluía seis personas además de tres más que apoyaban su sonido, música y narración para el juego.
La jugabilidad principal de Darkest Dungeon comenzó como un juego basado en fichas que hacía que el jugador controlara a un grupo de personajes mientras se movían en una mazmorra, y finalmente pasaba al modo de combate cuando tenían encuentros. Los dos reconocieron que los jugadores se aburrirían de mirar íconos de las cabezas de los personajes todo el tiempo a través de los íconos de arriba hacia abajo, lo que no permitiría que los jugadores se vinculen con los personajes. Esto llevó al concepto de presentar personajes desde la vista lateral en combate, haciendo que el jugador sintiera que estaban al mismo nivel que los personajes, aliviando algunos de estos problemas. Esto también permitió a Bourassa, el artista principal del juego, tener la oportunidad de mostrar más de su trabajo. Sin embargo, esto les habría dejado la necesidad de pasar de arriba abajo y crear más activos artísticos. Trabajaron alrededor de esto usando la misma vista lateral no solo para el combate sino también para la exploración de mazmorras, creando la jugabilidad básica de Darkest Dungeon.
La mecánica de la vista lateral luego llevó a la idea de que los personajes estaban en los rangos , permitiendo ciertos ataques, habilidades o defensas si estaban en el rango correcto; los personajes en el frente podrían tener poderosos ataques cuerpo a cuerpo pero recibir más daño, mientras que los personajes en la parte posterior estarían más protegidos pero limitados a ataques a distancia más débiles. Esta fue una idea inspirada en The Bard's Tale, pero pudieron expandirlo para crear situaciones interesantes, como hacer que los personajes salieran de rango por un ataque enemigo. Esto a su vez condujo a un nuevo atributo de la probabilidad de que un personaje se pueda mover fuera de posición, creando estrategias para que el jugador maneje una confusión en los rangos durante el combate, y aplique los mismos principios de rango al enemigo. fuerzas y situaciones para que el jugador descubra cómo aprovechar un arreglo de rango débil.  Partiendo de estos conceptos, crearon las clases de personajes para tener varias fortalezas y debilidades basadas en su posición en el rango, creando elementos estratégicos adicionales para que el jugador explore.
Una idea central del juego era su sistema Affliction, en el que los personajes que se arrastraban por las mazmorras ganarían estrés y eventualmente aflicciones mientras exploraban. Bourassa y Sigman señalaron que si bien son fanáticos de los juegos de rol clásicos como The Bard's Tale , Eye of the Beholder y Ultima Underworld, la mayoría de estos juegos carecían del elemento humano para los personajes. Dan un ejemplo de un personaje que se encuentra en su último punto de golpe en la batalla y el jugador simplemente toma decisiones para ganar, el personaje reacciona independientemente de su baja salud. En cambio, querían "jugar con la agencia de jugadores", dando momentos en los que se les recuerda al jugador que no tienen el control total de las acciones de los aventureros en el grupo. También buscaron alterar cómo funcionan la mayoría de los sistemas de botín en los juegos de rol para que el jugador no siempre se concentre en encontrar el mejor equipo para los personajes, sino que trabaje para apoyar a sus personajes. Bourassa y Sigman sabían que estas facetas pueden alejar a los jugadores del juego debido a la dificultad e incapacidad de tener el control total, pero continuaron siendo fieles a su visión del juego. 
El sistema Affliction se inspiró en héroes psicológicamente traumatizados , tanto a través de eventos históricos como de obras de ficción como Hudson de Aliens y los soldados de Band of Brothers que son transformados por los horrores del combate; Sigman señaló el séptimo episodio de Band of Brothers donde un soldado ve morir a sus amigos a causa de una explosión de proyectil, mira paralizado el evento y luego se vuelve incapaz de luchar, como la sensación que querían capturar. Aunque también se inspiraron en el horror de Lovecraft, no querían usar el concepto de "locura" que es común en ese género, y en su lugar se centraron más en la naturaleza del estrés y cómo afectaba la psique humana. Debido a la importancia del sistema Affliction para Darkest Dungeon , los desarrolladores dedicaron mucho tiempo para asegurarse de que el impacto del estrés y las aflicciones se enfatizaran dramáticamente en la presentación del juego, utilizando gráficos especiales y señales de sonido para señalar el inicio de un aflicción. También crearon un "sistema de ladridos", diálogo expresado por un personaje que refleja su estrés actual, aflicción y otros atributos como otro medio para humanizar a los personajes y recordarle al jugador que no tienen el control total de los personajes. Junto con el sistema de aflicción, desarrollaron las instalaciones de la ciudad que se utilizan para curar las aflicciones y reducir el estrés, utilizando conceptos que tomaron prestados de los juegos de mesa. También incluyeron Virtudes, aflicciones positivas que pueden resultar de situaciones de alto estrés y un medio para rastrear las aflicciones de un personaje determinado a lo largo del tiempo, de modo que en situaciones de estrés futuro el personaje a menudo se verá afectado por la misma aflicción, desarrollándose un patrón de comportamiento que el jugador puede usar para su beneficio.
Un narrador incorpóreo, con la voz de Wayne June, también fue incluido para comentar de manera sardónica durante todo el juego, promoviendo la atmósfera que querían. Bourassa había escuchado las lecturas de junio de varias obras de HP Lovecraft antes de desarrollar el juego, que inspiró parcialmente a Darkest Dungeon . Cuando los dos estaban preparando el primer avance del juego, sintieron que necesitaban un narrador y se acercaron a June para su trabajo. Una vez que se completó el avance , reconocieron que la voz de June como narradora era un elemento necesario para el juego. Los activos artísticos fueron creados por Bourassa; Además de la naturaleza Lovecraftiana, quería darle al juego el aspecto degrabado en madera y manuscritos iluminados, y se inspiró en artistas de Europa del Este como Albrecht Dürer. Él modernizó aún más el aspecto mediante el uso de ideas de artistas de cómics como Mike Mignola , Guy Davis , Chris Bachalo y Viktor Kalvachev. El juego utiliza un motor de juego multiplataforma casero y liviano desarrollado por el programador Kelvin McDowell.

### Lanzamiento
Bourassa y Sigman utilizaron sus ahorros personales para financiar la creación de Red Hook Studios, y buscaron obtener una subvención del Fondo de Medios de Canadá , pero fueron rechazados. Habiendo anticipado originalmente un período de desarrollo de dieciocho meses, buscaron una forma de financiar el período de desarrollo extendido.  Lanzaron una campaña de Kickstarter en abril de 2014 para obtener financiación ; antes de comenzar el Kickstarter, se aseguraron de haber preparado suficiente interés de los medios, incluido un avance del juego lanzado en octubre de 2013, para atraer la atención al comienzo de la campaña. Debido a la comercialización temprana, la meta de financiación de $ 75,000 se alcanzó dentro de los primeros dos días de la campaña, y se completó con más de $ 313,000 de financiación de más de 10,000 patrocinadores.
Darkest Dungeon fue lanzado por primera vez en el vapor 's acceso temprano programa el 30 de enero de 2015. Se utiliza la retroalimentación del período Early Access, especialmente a través de los que transmite su Playthrough del juego, para ayudar con las pruebas de juego y ajustar el equilibrio del juego, al tiempo que descubrió que su enfoque de juego y presentación fue validado por la recepción positiva de estos streamers. Sigman señaló que desarrollar en Early Access era comparable a "trabajar desnudo en un cubo transparente suspendido sobre Times Square", pero sintió que su transparencia con los jugadores hizo el producto finalmucho mejor. Bourassa y Sigman notaron que habían tenido algunos problemas con los comentarios de los usuarios durante el acceso temprano, específicamente después de agregar dos elementos de juego en julio de 2015: la adición de cadáveres que afectaron los problemas de posicionamiento de combate, y la posibilidad de que un personaje estresado sufra un ataque cardíaco y muriendo de inmediato. Algunos jugadores de Early Access no estaban satisfechos con estos cambios, sintiendo que ponía al jugador en demasiada desventaja ante un juego ya difícil, y se quejó al estudio. Bourassa y Sigman debatieron qué hacer con estas dos características y finalmente optaron por convertirlas en elementos opcionales de la jugabilidad. Aunque este cambio generalmente se recibió con aprobación, varios de estos jugadores se mostraron amargados por el juego durante el resto de su desarrollo e intentaron tener el estudio y el juego 'Jim Sterling , quien frecuentemente ha sido crítico con los títulos de Steam y Early Access; En cambio, Sterling descubrió que el juego era agradable incluso con este cambio. Bourassa y Sigman reconocieron que podrían haber hecho un mejor trabajo en las redes sociales para aplacar las quejas desde el principio, pero aun así sintieron que eligieron el camino correcto al conservar estas características y mantener su visión en lugar de tratar de cumplir con todas las expectativas de Jugadores de acceso temprano.
Aunque Red Hook anticipó lanzar el juego en octubre de 2015, una pérdida personal afectó a uno de los miembros del equipo, y el juego se lanzó posteriormente el 19 de enero de 2016 para computadoras personales. Una versión de compra cruzada para PlayStation 4 y PlayStation Vita se planeó originalmente para su lanzamiento en el segundo trimestre de 2016,  pero se retrasó al tercer trimestre de 2016 para mejorar la jugabilidad con los controladores de Sony y para prepararlos versiones para alinearse con las nuevas características que se introducirán en las versiones de la computadora personal antes de esta versión.  Esta versión fue lanzada el 27 de septiembre de 2016. 
La primera actualización importante del juego en mayo de 2016 después de su lanzamiento completo, "Everything Burns", que entre las correcciones de errores y otras pequeñas mejoras , se agrega en Town Events, con lo cual, al regresar a la ciudad, el jugador puede encontrar una recompensa aleatoria, como un recluta adicional para unirse a su grupo o al cierre temporal de una de las instalaciones de la ciudad. Siguiendo con los problemas anteriores con las actualizaciones de Early Access, algunas de estas características se pueden eliminar o reducir su frecuencia en el menú de opciones del juego. 
El primer contenido descargable del juego , "The Crimson Court", se lanzó el 19 de junio de 2017 en computadoras personales con la versión de PlayStation 4 que vendrá más adelante. El nuevo contenido agregó una nueva clase de héroe, un nuevo tipo de mazmorra, nuevos enemigos y jefes, y otro contenido similar al juego.  integración con Steam Workshop se agregó en una actualización de abril de 2017.  Red Hook planea desarrollar contenido descargable adicional, para desarrollar para otras plataformas, resaltar específicamente los dispositivos táctiles ya que descubrieron que su interfaz ya es adecuada para este modo de entrada. 
El 24 de agosto de 2017 se lanzó una versión para iPad. Esta versión permite a los jugadores transferir archivos guardados de las ediciones de la computadora personal para usar con la versión de iPad.  El 18 de enero de 2018 se lanzó una versión para Nintendo Switch a través de Nintendo eShop , junto con la disponibilidad de los DLC "The Crimson Court" y "The Shieldbreaker".  Un Xbox Una versión de lanzamiento el 28 de febrero de 2018; inicialmente se lanzará como Darkest Dungeon: Crimson Editionque incluirá el contenido de "Crimson Court" con un descuento; después de dos meses, esa versión será reemplazada por el juego base con DLC adicional, incluido "Crimson Court", que se puede comprar, así como una Edición Ancestral que incluye todos los DLC. 
En 2018, el editor Merge Games lanzó una versión comercial del juego tanto para PlayStation 4 como para Switch, subtitulada como Ancestral Edition .  Otro DLC, The Color of Madness , se lanzó para las versiones de PC del juego el 19 de junio de 2018. [ cita requerida ] Una expansión de DLC gratuita, Butcher's Circus , que agrega un modo jugador contra jugador , se lanzó el 28 de mayo de 2020.

## Recepción
El juego recibió críticas generalmente positivas en su lanzamiento completo en 2016, con una puntuación de 84 de 100 en Metacritic . The Escapist le otorgó una puntuación de 4 sobre 5, diciendo "Darkest Dungeon matará a tu grupo, te volverá loco y te dejará un desastre en el Sanatorio. Sin embargo, es tan convincente y gratificante al mismo tiempo, que no podrás resistirte a sumergirte nuevamente en una búsqueda más ". IGN le otorgó 9,1 sobre 10, diciendo que "Darkest Dungeon es un juego de tácticas, gestión y castigo impresionante e impresionante y que lleva tu suerte al punto de ruptura". Jugador de PCle otorgó el 88%, diciendo: "Una reinvención maravillosamente ejecutada y brillantemente estresante de las mazmorras basadas en grupos, Darkest Dungeon es muy divertido, incluso cuando es cruel".  GameSpot le otorgó un puntaje de 9 sobre 10, diciendo "Darkest Dungeon juega el juego largo. Te prepara para una gran pelea que pondrá a prueba todo lo que has aprendido, así como tu habilidad para planificar varios juego semanas fuera ". 
Red Hook Studios informó que una semana después del lanzamiento del juego en 2016, se vendieron más de 650,000 copias de Darkest Dungeon , incluidas las de los patrocinadores de Kickstarter y las compras de Early Access.  En noviembre de 2016, aproximadamente un mes después del lanzamiento de las versiones de PlayStation, Red Hook anunció que el juego había vendido más de un millón de copias en todas las plataformas.  Para diciembre de 2017, todas las versiones combinadas tenían ventas mundiales de 2 millones de copias. 
Darkest Dungeon fue nominado para tres premios 2016 Independent Games Festival : el Gran Premio Seumas McNally y por la Excelencia en Arte Visual y Audio.  Fue nominado para el juego financiado por la comunidad más completo para los premios SXSW Gaming Awards 2017 .  En los premios 2017 de la National Academy of Video Game Trade Reviewers Awards, el juego ganó el premio por "Juego, juego de roles original", mientras que fue nominado por "Performance in a Drama, Supporting" para Wayne June como narrador.  En los mismos Premios NAVGTR del año siguiente, el DLC The Crimson Court fue nominado para "Juego, juego de roles de franquicia" y "Performance in a Drama, Supporting" para junio.

## Secuela
Red Hook anunció Darkest Dungeon 2 en febrero de 2019. Si bien el juego usará una versión mejorada del sistema de combate central, el estudio declaró que su intención es ofrecer una experiencia de metajuego completamente diferente. Narrativamente, el juego está planeado para mostrar la naturaleza de los males que emergen en el mundo más allá de lo que los jugadores vieron en la finca desde el primer juego. Para completar la secuela, Red Hook ya había ampliado su equipo de 5 desarrolladores para el juego original a 14 y potencialmente más. El compositor Stuart Chatwood, el narrador Wayne June y el equipo de diseño de sonido Power Up Audio continuarán apoyando el trabajo para la secuela. Red Hook anticipa usar el acceso temprano nuevamente para la secuela, ya que los comentarios de los jugadores fueron esenciales para el desarrollo del primer juego.